# EV Lacertae
EV Lacertae (kurz EV Lac), andere Bezeichnung Gliese 873, ist ein veränderlicher Stern im Sternbild Eidechse (lat. lacerta).
Es handelt sich dabei um einen Roten Zwerg, dessen Masse etwa einem Drittel der Masse unserer Sonne entspricht und der lediglich ein Prozent ihrer Helligkeit aufweist. EV Lacertae ist 16 Lichtjahre von der Erde entfernt und mit einem geschätzten Alter von 300 Millionen Jahren ein noch junger Stern, der schon seit längerer Zeit durch Strahlungseruptionen aufgefallen ist. Diese sind indirekt die Folge seines geringen Alters, da er noch schnell rotiert und sich dabei das Magnetfeld an der Oberfläche stark verdrillt. Die Strahlungseruptionen entstehen, wenn die im Magnetfeld gespeicherte Energie beim Kurzschluss (Rekonnexion) der Magnetfeldlinien schlagartig freigesetzt wird.
Bekannt wurde der Stern durch eine gewaltige Strahlungseruption am 25. April 2008, deren starke Röntgen- und Gammastrahlung von den beiden Satellitenteleskopen Wind und Swift registriert wurde. Es war der stärkste Strahlungsausbruch, der bislang bei einem normalen Stern beobachtet wurde. Ähnliche Ausbrüche kannten Astronomen bisher nur von Neutronensternen.